# Renault RE30
A Renault RE30 egy Formula–1-es versenyautó, amellyel a Renault csapat versenyzett az 1981-es Formula–1 világbajnokság második fele során, majd átalakított, RE30B típusával 1982-ben, az RE30C-vel pedig 1983-ban. Pilótái Alain Prost és René Arnoux voltak, 1983-ban pedig az utóbbit váltó Eddie Cheever.

## Áttekintés
Elődjéhez, az RE20-ashoz képest teljesen új konstrukció volt. Habár még mindig alumíniumvázas volt a kasztni, bizonyos elemei már tartalmaztak szénszálakat, amely akkoriban kezdett elterjedni a sportágban. Jellegzetessége volt még a hátsó kerekeknél található aerodinamikai megoldás. Amikor bemutatkozott, még egy hagyományos, nagyméretű első szárnya volt. A továbbfejlesztett ikerturbós Renault motor már 540 lóerő leadására volt képes, a szívóhatás (ground effect) kihasználása pedig gyorssá tette. Talán a leggyorsabb autó volt a mezőnyben (az egyetlen, amelyik fel tudta venni a versenyt a Ferrarikkal az egyenesben), de túl későn érkezett ahhoz, hogy csodát tegyen 1981-ben.
Először Monacóban vetették be. A francia nagydíjon Arnoux pole pozíciót szerzett vele, Prost pedig megnyerte a futamot, mely élete első győzelme volt. A következő öt verseny mindegyikén pole-t szereztek, Prost pedig Hollandiában és Olaszországban is győzni tudott. Még szerzett két második helyet, Arnoux pedig még egyet, így a csapat konstruktőri harmadik lett (Prost ötödik).
A csapat bizakodva vágott neki 1982-nek. Kissé áttervezték a B-variánst, most már két különálló elemből álló első szárnyat kapott és egy teljesen új hátsó szárnyat. A szívóhatás előnyei miatt előfordult, hogy az első szárnyat fel sem rakták. A motor még erősebb lett, most már körülbelül 590 lóerőt tudott. Prost erősen kezdte az idényt és meg is nyerte az első két versenyt, ezzel rögtön bejelentkezve a bajnoki címért. Csakhogy ezt követően az idényben már nem nyert több futamot, a riválisok pedig beelőzték a Renault-t a technológiai versenyben. Az időmérő edzéseken káprázatosan teljesítettek, tíz pole pozíciót is szereztek, de a futamokon rendre technikai problémák hátráltatták őket. A legtöbb gond az elektronikus üzemanyag-befecskendező rendszerrel volt, ami még nem volt egy kiforrott technika, de a Renault anyavállalat marketingokokból nem engedte, hogy ne használják. Ha nem lettek volna megbízhatósági gondjaik, minden bizonnyal a világbajnoki címekért csatázhattak volna, mert még olyan pályákon is gyorsak voltak, ahol más turbómotoros csapatok csak küszködtek (nekik sikerült úrrá lenniük a késleltetett turbóhatás okozta gondokon). Arnoux is két győzelmet aratott, igaz, ő csak hat futamot tudott befejezni egész évben. A Renault így kénytelen volt megelégedni a konstruktőri harmadik hellyel, Prost pedig negyedik lett az egyéni összetettben.
Amíg nem készült el az új autójuk, az első két futamon a régi átalakított, C-variánsát használták. Ez főként a szívóhatás kihasználásának betiltása mentén alakult át: teljesen sík lett a padlólemez, sokkal nagyobb lett a hátsó szárny, az első szárnyakat pedig átdolgozták. Mindkét versenyző használta Brazíliában, Long Beach-en pedig csak Cheever, pontot nem szereztek vele.
Az RE30-as volt a Renault legsikeresebb konstrukciója Fernando Alonso 2005-ös világbajnoki címéig.

## Eredmények
(félkövér jelöli a pole pozíciót, dőlt betű a leggyorsabb kört)
| Év   | Csapat             | Kasztni | Motor               | Gumik | Pilóták       | 1   | 2   | 3   | 4   | 5   | 6   | 7   | 8   | 9   | 10  | 11  | 12  | 13  | 14  | 15  | 16  | Pontok | Helyezés |
| ---- | ------------------ | ------- | ------------------- | ----- | ------------- | --- | --- | --- | --- | --- | --- | --- | --- | --- | --- | --- | --- | --- | --- | --- | --- | ------ | -------- |
| 1981 | Equipe Renault Elf | RE30    | Renault Gordini EF1 | M     |               | USW | BRA | ARG | SMR | BEL | MON | ESP | FRA | GBR | GER | AUT | NED | ITA | CAN | CPL |     | 54*    | 3.       |
| 1981 | Equipe Renault Elf | RE30    | Renault Gordini EF1 | M     | Alain Prost   |     |     |     |     |     | KI  | KI  | 1   | KI  | 2   | KI  | 1   | 1   | KI  | 2   |     | 54*    | 3.       |
| 1981 | Equipe Renault Elf | RE30    | Renault Gordini EF1 | M     | René Arnoux   |     |     |     |     |     | KI  | 9   | 4   | 9   | 13  | 2   | KI  | KI  | KI  | KI  |     | 54*    | 3.       |
| 1982 | Equipe Renault Elf | RE30B   | Renault Gordini EF1 | M     |               | RSA | BRA | USW | SMR | BEL | MON | DET | CAN | NED | GBR | FRA | GER | AUT | SUI | ITA | CPL | 62     | 3.       |
| 1982 | Equipe Renault Elf | RE30B   | Renault Gordini EF1 | M     | Alain Prost   | 1   | 1   | KI  | KI  | KI  | 7   | NR  | KI  | KI  | 6   | 2   | KI  | 8   | 2   | KI  | 4   | 62     | 3.       |
| 1982 | Equipe Renault Elf | RE30B   | Renault Gordini EF1 | M     | René Arnoux   | 3   | KI  | KI  | KI  | KI  | KI  | 10  | KI  | KI  | KI  | 1   | 2   | KI  | 16  | 1   | KI  | 62     | 3.       |
| 1983 | Equipe Renault Elf | RE30C   | Renault Gordini EF1 | M     |               | BRA | USW | FRA | SMR | MON | BEL | DET | CAN | GBR | GER | AUT | NED | ITA | EUR | RSA |     | 79**   | 2.       |
| 1983 | Equipe Renault Elf | RE30C   | Renault Gordini EF1 | M     | Alain Prost   | 7   |     |     |     |     |     |     |     |     |     |     |     |     |     |     |     | 79**   | 2.       |
| 1983 | Equipe Renault Elf | RE30C   | Renault Gordini EF1 | M     | Eddie Cheever | KI  | 13  |     |     |     |     |     |     |     |     |     |     |     |     |     |     | 79**   | 2.       |

* 6 pontot szereztek az RE20-assal
** AZ összes pontot az RE40-essel szerezték